# Stasina hirticeps
Stasina hirticeps är en spindelart som beskrevs av Lodovico di Caporiacco 1955. Stasina hirticeps ingår i släktet Stasina och familjen jättekrabbspindlar.
Artens utbredningsområde är Venezuela. Inga underarter finns listade i Catalogue of Life.